# Agustín Julio
Agustín Julio Castro (Cartagena de Indias, 25 ottobre 1974) è un allenatore di calcio ed ex calciatore colombiano, di ruolo portiere, tecnico ad interim del  Santa Fe.

## Carriera

### Club
Dal 1997 al 1999 gioca per l'Independiente Santa Fe; nel 2000 passa in prestito al Junior Barranquilla; tornato al club di partenza, passa il 2002 tra Once Caldas e Independiente Medellín. Nel 2004 passa all'Unión Magdalena, dove non gioca neanche una partita. Stabilitosi come portiere titolare del Deportes Tolima, nel 2008 torna all'Independiente Santa Fe, con cui conclude la propria carriera nel 2011.

### Nazionale
Con la Nazionale di calcio della Colombia ha giocato 29 partite, partecipando alla Copa América 1999 da riserva;
è stato il portiere titolare della Nazionale per le qualificazioni a Sudafrica 2010.